# Ragnar Magnusson

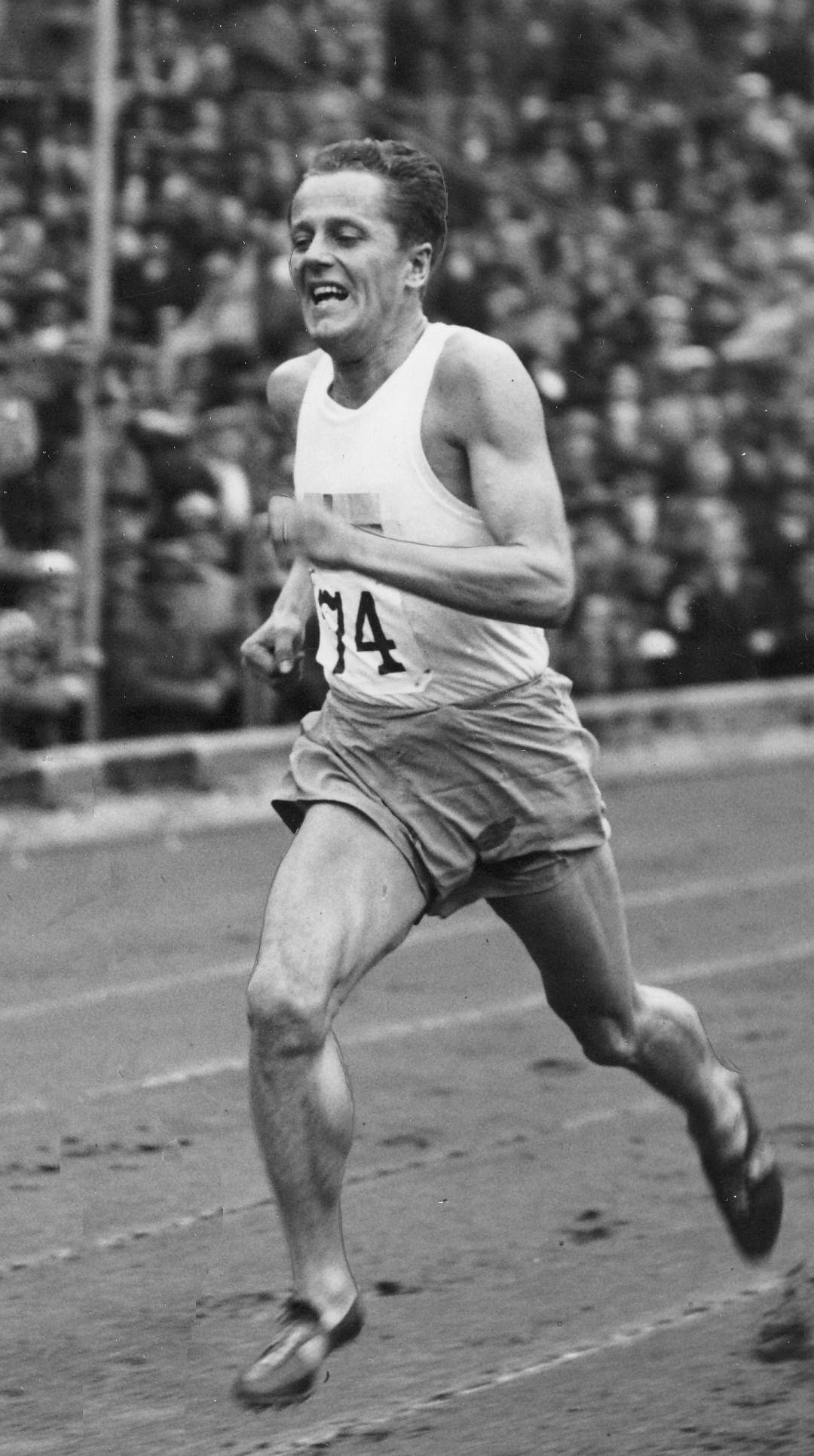
Ragnar Magnusson, 1934

Ragnar Magnusson (Ragnar Karl Magnusson; * 15. September 1901 in Stockholm; † 4. März 1981 in Johanneshov, Stockholm) war ein schwedischer Langstreckenläufer.
Bei den Olympischen Spielen 1928 wurde er Fünfter über 5000 m und Sechster über 10.000 m.
Dreimal wurde er Schwedischer Meister über 5000 m (1930, 1932, 1933) und einmal über 10.000 m (1932).

## Persönliche Bestzeiten
- 5000 m: 14:43,8 min, 26. August 1933, Stockholm
- 10.000 m: 31:14,3 min, 8. September 1929, Helsinki